# Ейтенз (Джорджія)
Ейтенз, також Афіни, Атени (англ. Athens) — місто в США, в окрузі Кларк штату Джорджія. Населення — 127 315 осіб (2020). У місті розташований Університет Джорджії.

## Географія
Ейтенз розташований за координатами 33°56′59″ пн. ш. 83°22′12″ зх. д. / 33.94972° пн. ш. 83.37000° зх. д. (33.949597, -83.370088). За даними Бюро перепису населення США в 2010 році місто мало площу 306,02 км², з яких 301,36 км² — суходіл та 4,66 км² — водойми.

### Клімат
| Клімат : Ейтенз         | Клімат : Ейтенз | Клімат : Ейтенз | Клімат : Ейтенз | Клімат : Ейтенз | Клімат : Ейтенз | Клімат : Ейтенз | Клімат : Ейтенз | Клімат : Ейтенз | Клімат : Ейтенз | Клімат : Ейтенз | Клімат : Ейтенз | Клімат : Ейтенз | Клімат : Ейтенз |
| Показник                | Січ.            | Лют.            | Бер.            | Квіт.           | Трав.           | Черв.           | Лип.            | Серп.           | Вер.            | Жовт.           | Лист.           | Груд.           | Рік             |
| Абсолютний максимум, °C | 26,7            | 28,3            | 31,7            | 36,1            | 37,8            | 42,8            | 42,2            | 41,7            | 42,2            | 37,8            | 30,0            | 26,7            | 42,8            |
| Середній максимум, °C   | 12,2            | 14,6            | 19,0            | 23,3            | 27,7            | 31,5            | 33,0            | 32,2            | 28,9            | 23,6            | 18,4            | 13,2            | 23,2            |
| Середній мінімум, °C    | 0,6             | 2,4             | 5,8             | 9,6             | 14,6            | 19,1            | 21,0            | 20,7            | 17,1            | 10,8            | 5,8             | 1,7             | 10,8            |
| Абсолютний мінімум, °C  | −20             | −16,1           | −11,7           | −3,3            | 2,8             | 7,2             | 12,8            | 11,7            | −1,1            | −4,4            | −13,9           | −16,7           | −20             |
| Норма опадів, мм        | 103             | 114             | 113             | 80              | 76              | 106             | 114             | 90              | 100             | 90              | 97              | 95              | 1177            |
| Днів з опадами          | 10,4            | 9,5             | 9,3             | 8,2             | 8,7             | 10,8            | 10,5            | 9,1             | 7,7             | 6,8             | 8,6             | 9,9             | 109,5           |
| Днів зі снігом          | 0,8             | 0,4             | 0,2             | 0               | 0               | 0               | 0               | 0               | 0               | 0               | 0               | 0,3             | 1,7             |
| ----------------------- | --------------- | --------------- | --------------- | --------------- | --------------- | --------------- | --------------- | --------------- | --------------- | --------------- | --------------- | --------------- | --------------- |
| Джерело: NOAA           |                 |                 |                 |                 |                 |                 |                 |                 |                 |                 |                 |                 |                 |

## Історія

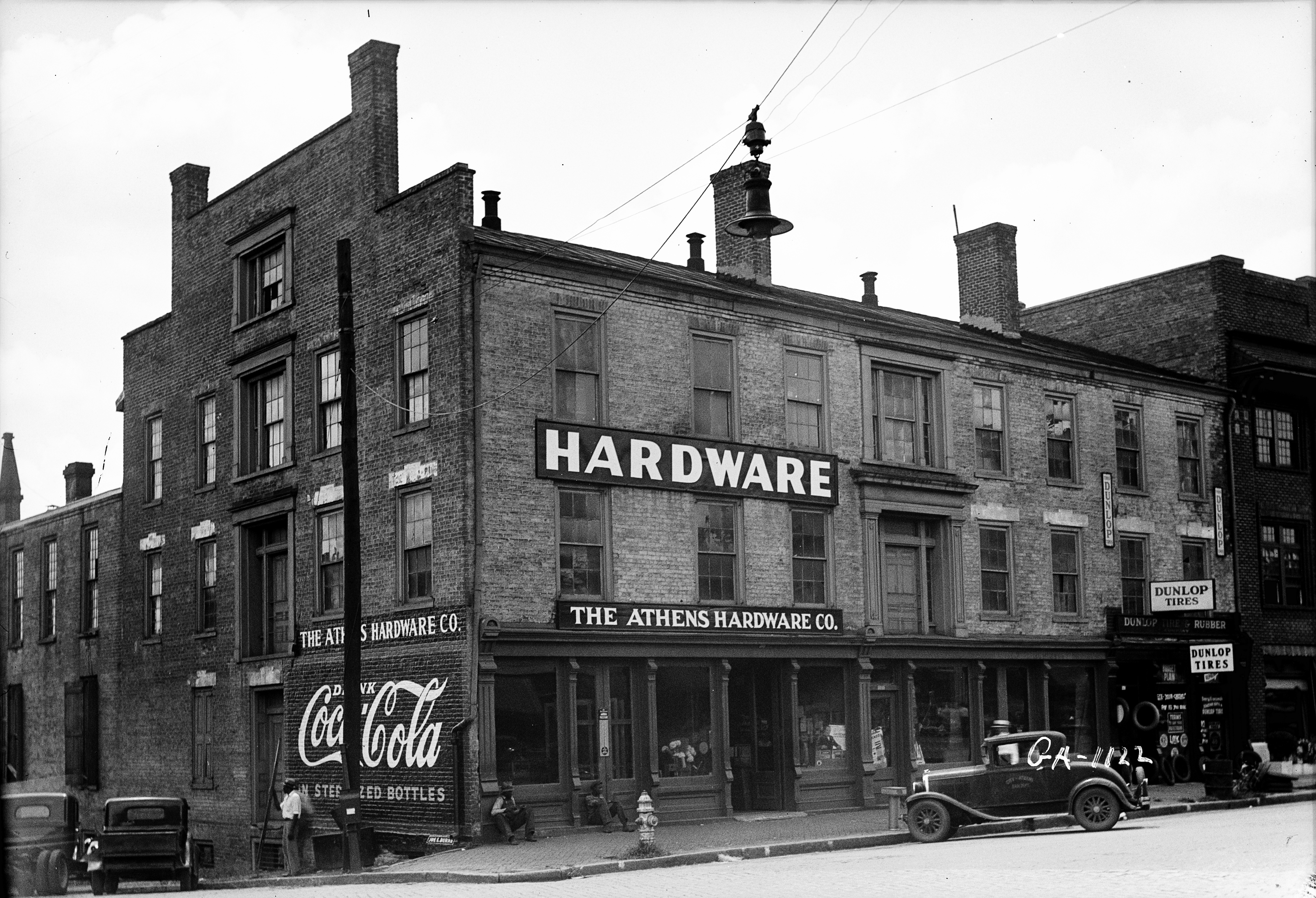
Будинок Ейтенз

Наприкінці 18 століття торгове поселення на березі річки Оконі під назвою «Кедр Шолс» стояло на місці, де сьогодні знаходяться Ейтенз. 
27 січня 1785 року Генеральна Асамблея Джорджії надала статут Авраама Болдуіна Університету Джорджії як першому державному університету. Контроль Джорджії над територією був встановлений після війни в Оконі. 
У 1801 році комітет із опікунської ради університету вибрав місце для університету на пагорбі над Сідар-Шолз, у тодішньому окрузі Джексон. 25 липня 1801 року Джон Мілледж, один із опікунів, а пізніше губернатор Джорджії, купив 633 акра у Деніела Ізлі та подарував їх університету. Мілледж назвав навколишню територію Ейтенз(Athens) на честь міста, яке було домом для Платонівської академії Платона та Аристотеля в класичній Греції.
Перші будівлі в кампусі Університету Джорджії були побудовані з колод. Місто розрослося, оскільки ділянки, прилеглі до коледжу, були продані, щоб зібрати гроші на додаткове будівництво школи. На той час, коли перший випуск закінчив університет у 1804 році, Ейтенз складалися з трьох будинків, трьох магазинів і кількох інших будівель, що виходили на Фронт-стріт, тепер відому як Брод-стріт. Завершений у 1806 році та названий на честь Бенджаміна Франкліна, коледж Франкліна був першою постійною структурою Університету Джорджії та міста Ейтенз. Ця цегляна будівля тепер відома як «Старий коледж».

## Демографія
За даними перепису 2000 року
на території муніципалітету мешкало 114 983 людей, було 39 239 садиб та сімей.
Густота населення становила 328,8 осіб/км². З 39 239 садиб у 22,3 % проживали діти до 18 років, подружніх пар, що мешкали разом, було 32,3 %,
садиб, у яких господиня не мала чоловіка — 13,3 %, садиб без сім'ї — 50,7 %.
Власники 5,8 % садиб мали вік, що перевищував 65 років, а в 29,9 % садиб принаймні одна людина була старшою за 65 років. Кількість людей у середньому на садибу становила 2,35, а в середньому на родину 2,95.
Середній річний дохід на садибу 2000 року становив 28 118 доларів США, а на родину — 41 407 доларів США. Чоловіки мали дохід 30 359 доларів, жінки — 23 039 доларів. Дохід на душу населення був 17 103 доларів. Приблизно 15 % родин та 28,6 % населення жили за межею бідності. Медіанний вік населення становив 25 років. На кожних 100 жінок віком понад 18 років припадало 93,4 чоловіків.
Згідно з переписом 2010 року, у селищі мешкали 115 452 особи в 44 868 домогосподарствах у складі 21 682 родин. Густота населення становила 377 осіб/км². Було 50475 помешкань (165/км²).
Расовий склад населення:
| - 61,8 % — білих - 26,6 % — чорних або афроамериканців - 4,2 % — азіатів - 0,2 % — корінних американців - 0,1 % — вихідців з тихоокеанських островів - 5,0 % — осіб інших рас |

До двох чи більше рас належало 2,2 %. Частка іспаномовних становила 10,5 % від усіх жителів.
За віковим діапазоном населення розподілялося таким чином: 17,5 % — особи молодші 18 років, 74,1 % — особи у віці 18—64 років, 8,4 % — особи у віці 65 років та старші. Медіана віку мешканця становила 25,8 року. На 100 осіб жіночої статі у селищі припадало 90,3 чоловіків; на 100 жінок у віці від 18 років та старших — 87,5 чоловіків також старших 18 років.
Середній дохід на одне домашнє господарство становив 49 662 долари США (медіана — 32 010), а середній дохід на одну сім'ю — 68 736 доларів (медіана — 50 045). Медіана доходів становила 34 640 доларів для чоловіків та 31 884 долари для жінок. За межею бідності перебувало 36,9 % осіб, у тому числі 39,6 % дітей у віці до 18 років та 11,6 % осіб у віці 65 років та старших.
Цивільне працевлаштоване населення становило 53 354 особи. Основні галузі зайнятості: освіта, охорона здоров'я та соціальна допомога — 34,2 %, мистецтво, розваги та відпочинок — 16,5 %, роздрібна торгівля — 11,7 %, науковці, спеціалісти, менеджери — 9,0 %.

## Міста-партнери
Має партнерські зв'язки з українським містом Кам'янець-Подільський.

## Відомі люди
- Кімі́ла Енн (Кім) Бе́йсінгер (* 1953) — американська акторка, фотомодель.
- Джефф Денієлс (*1955) — американський актор.

## Світлини

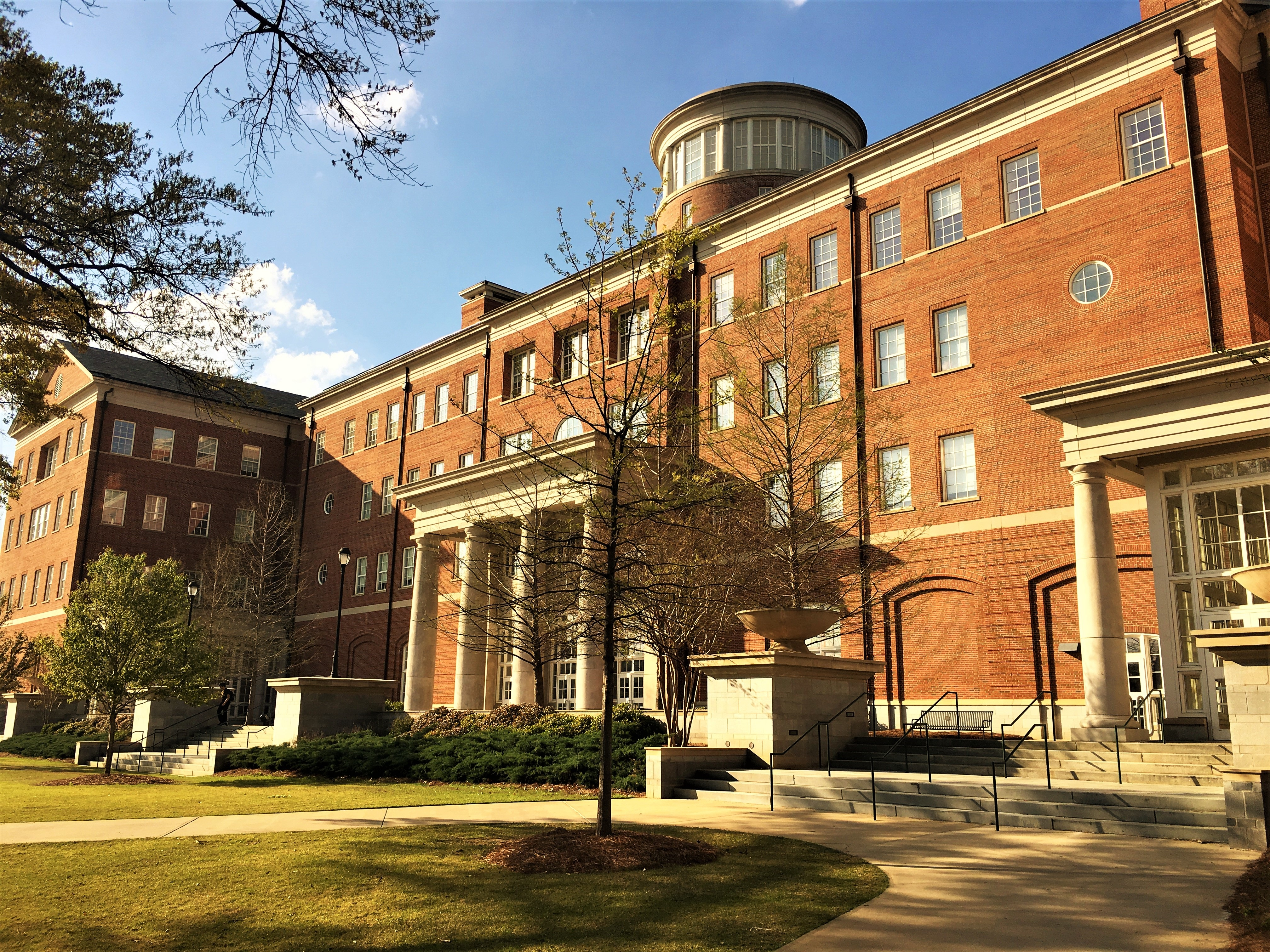
Навчальний центр Міллера при Університеті Джорджії
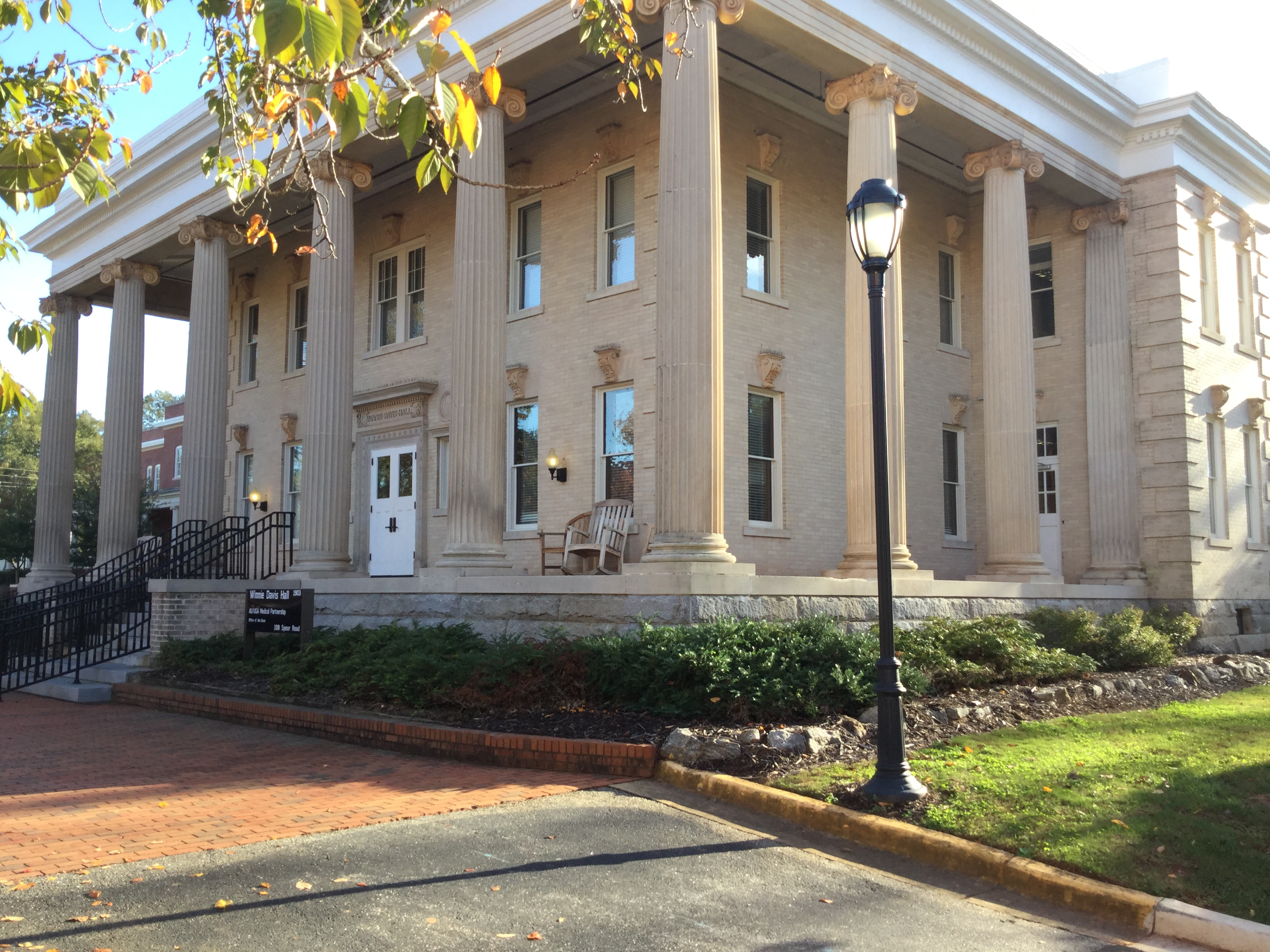
кампус наук про здоров’я Університету Джорджії в Ейтенз.
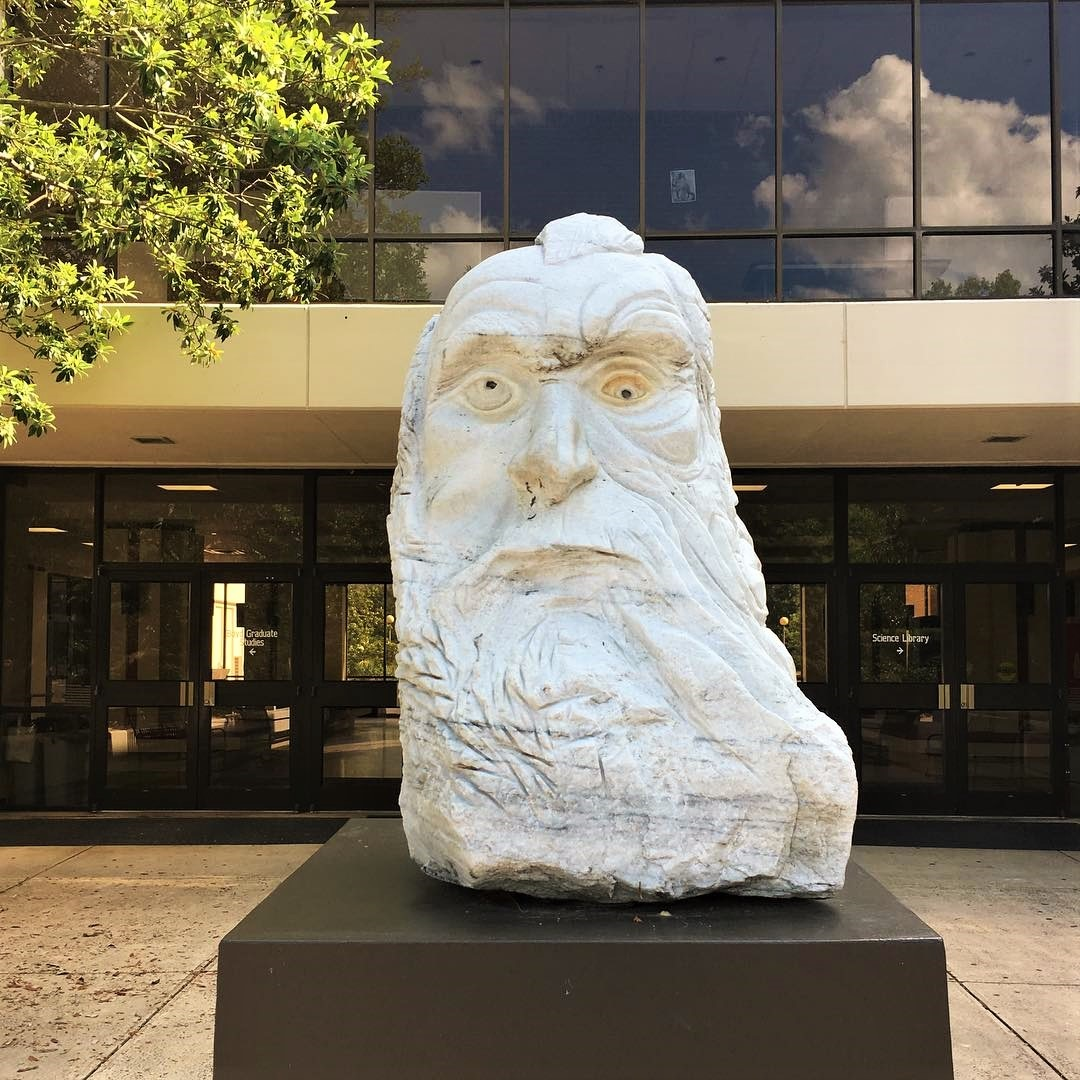
Скульптура Годвіна роботи Мела Чина. Одна сторона голови — Чарльз Дарвін, інша — Бог, як зображено в Сикстинській капелі.
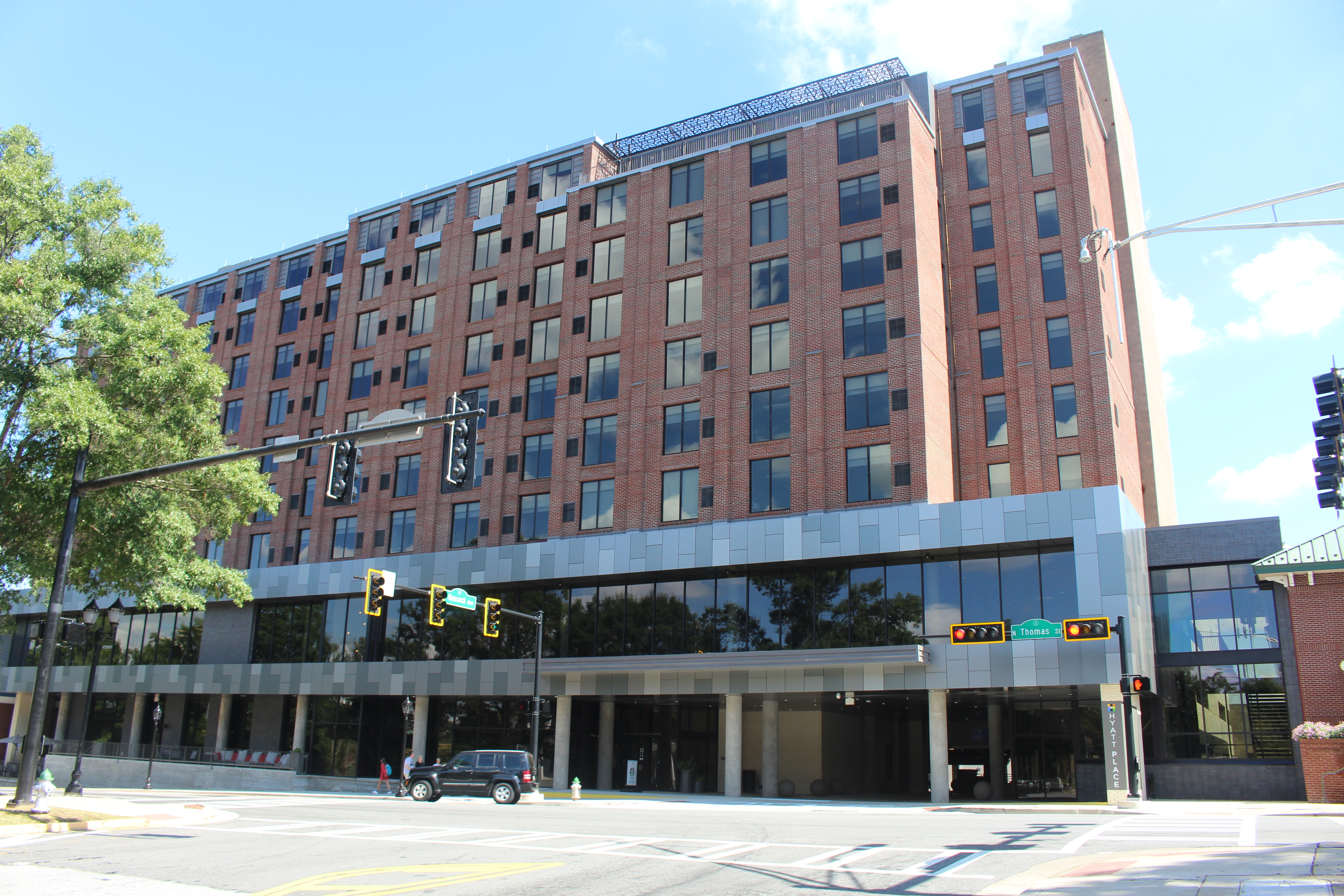
Hyatt Place, зовнішній вигляд
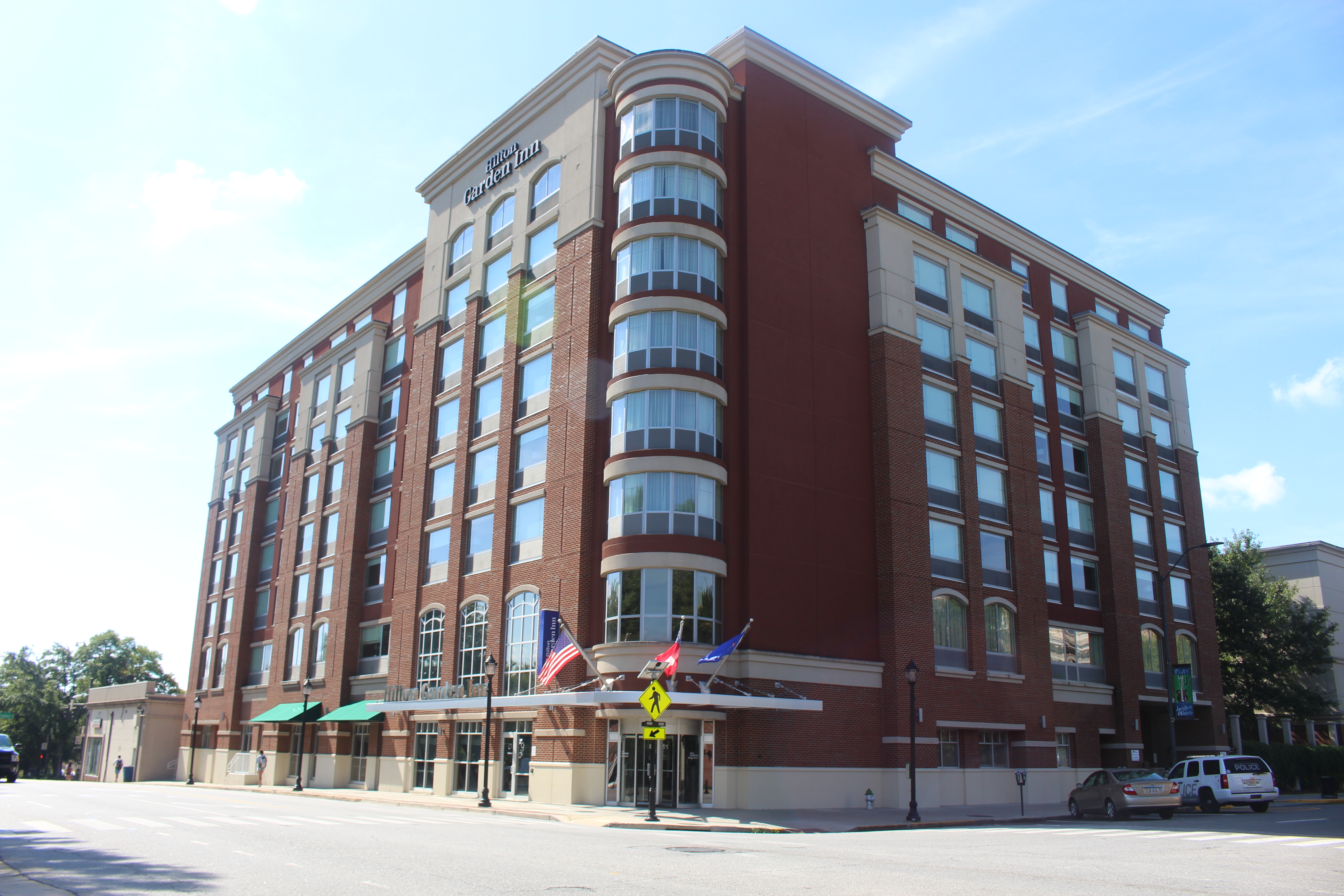
Готель Hilton Garden Inn
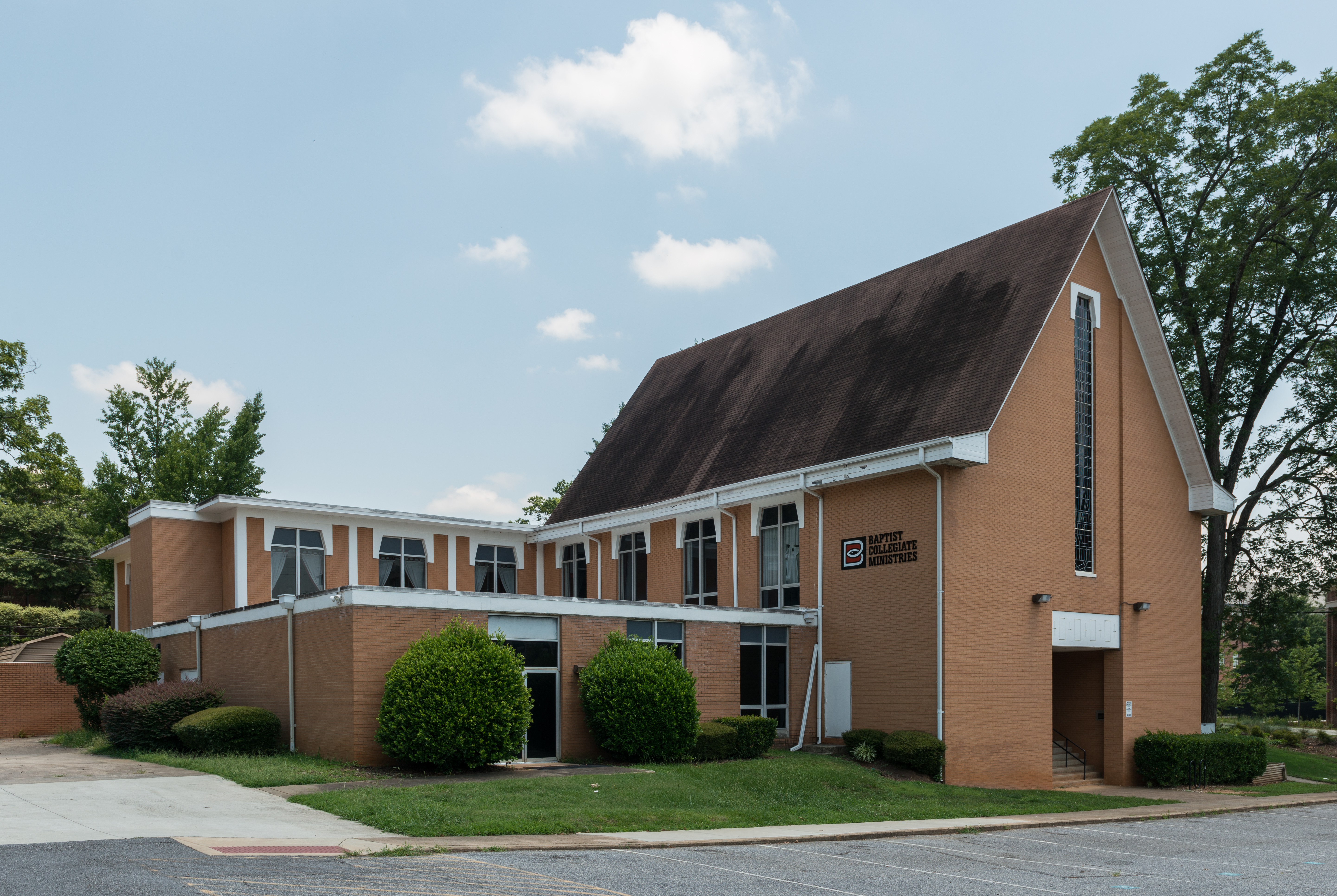
Університет Джорджія
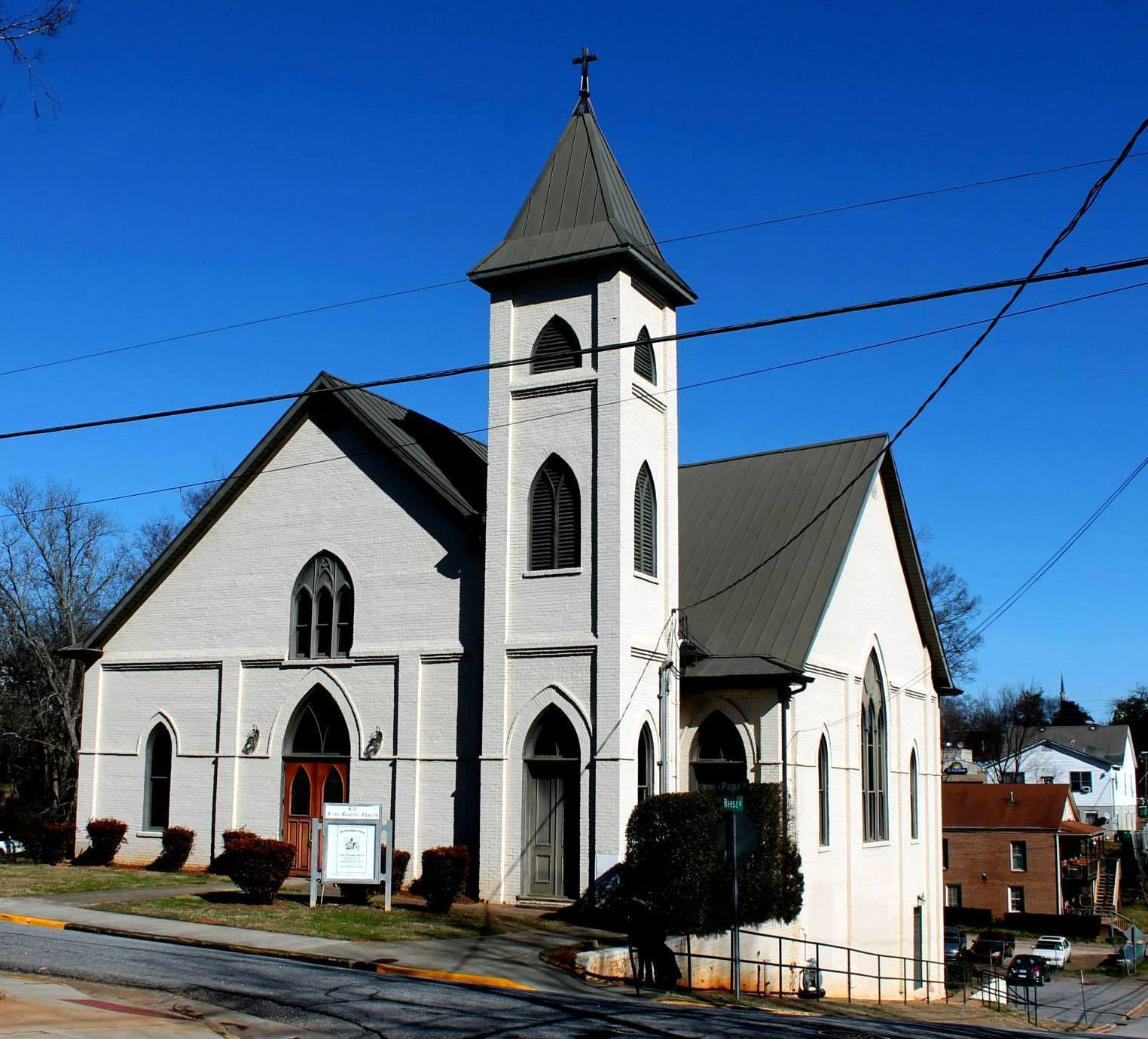
Хілл-Перша баптистська церква
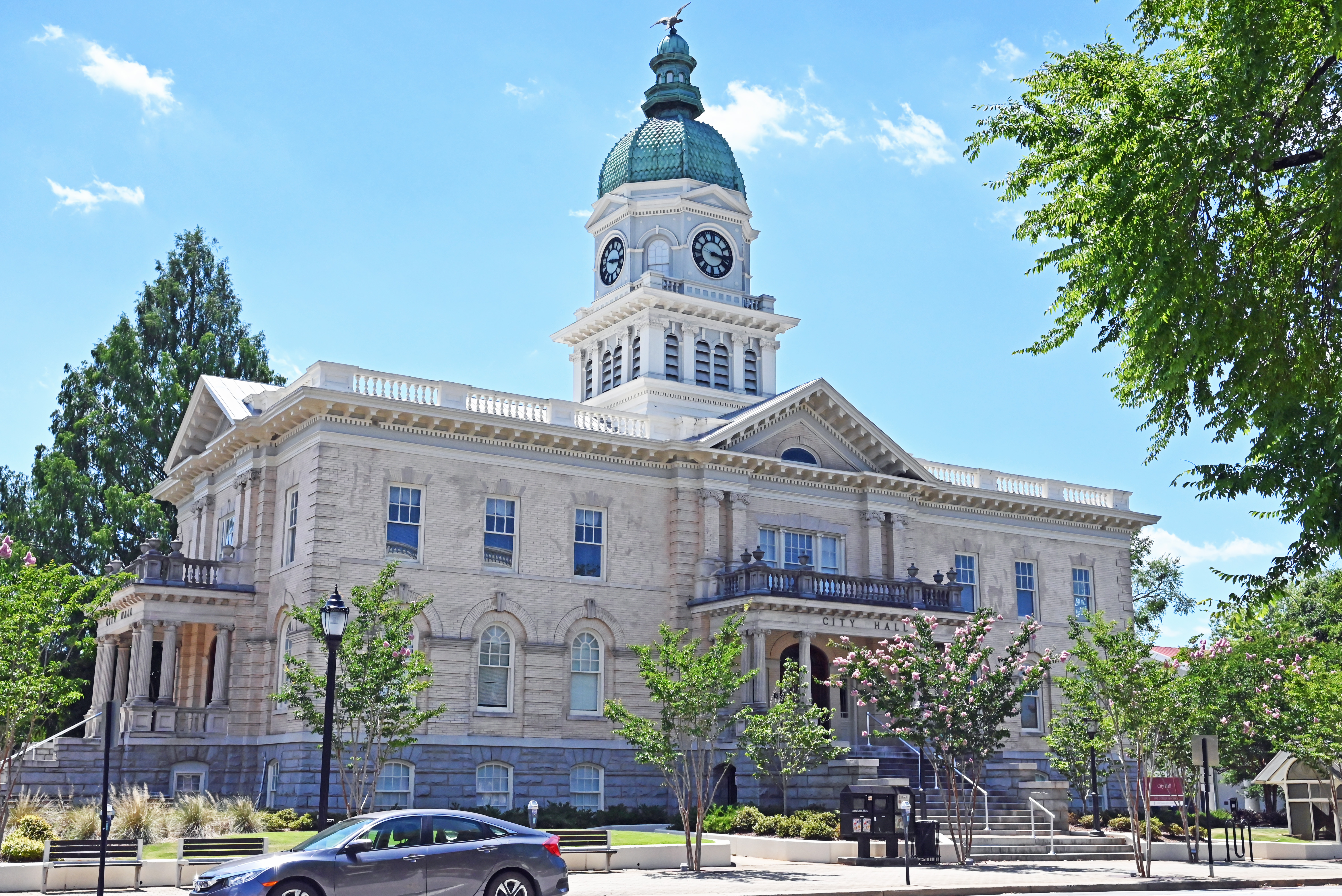
Ратуша